# Adriano Live
Adriano Live — концертный CD/DVD итальянского певца и киноактёра Адриано Челентано, который был выпущен 4 декабря 2012 года.

## Об альбоме
Комплект содержит запись концерта Rock Economy, который с большим успехом прошёл 8 и 9 октября на Арена ди Верона. Запись шоу на DVD включает в себя, помимо самого выступления, моменты, которые не вошли в телеверсию.
Также в издание входят два альбома CD. Первый — концертный, а второй включает девять лучших песен разных периодов творчества артиста. Обложкой ко всем трём дискам послужило фото Челентано, одетого в белый льняной костюм, — эта же фотография была использована в качестве рекламного билборда к концерту.
Adriano Live стал вторым концертным альбомом артиста (предыдущий, Me, live!, был выпущен в 1979 году).

## Список композиций
CD1 — Live
| №   | Название                                                                             | Текст песни                                        | Музыка                           | Длительность |
| --- | ------------------------------------------------------------------------------------ | -------------------------------------------------- | -------------------------------- | ------------ |
| 1.  | «Svalutation» (Svalutation, 1976)                                                    | Джино Сантерколе, Лучано Беретта, Вито Паллавичини | Адриано Челентано                | 4:36         |
| 2.  | «Si è spento il sole» (A New Orleans, 1963)                                          | Лучано Беретта, Мики Дель Прете                    | Эцио Леони, Адриано Челентано    | 3:09         |
| 3.  | «La cumbia di chi cambia» (Facciamo finta che sia vero, 2011)                        | Джованотти                                         | Джованотти                       | 4:33         |
| 4.  | «L’emozione non ha voce» (Io non so parlar d’amore, 1999)                            | Могол                                              | Джанни Белла                     | 4:22         |
| 5.  | «Pregherò» (Non mi dir, 1965)                                                        | Дон Бэки                                           | Бен Кинг                         | 3:40         |
| 6.  | «Mondo in mi 7°» (Le robe che ha detto Adriano, 1969)                                | Адриано Челентано                                  | Адриано Челентано                | 6:33         |
| 7.  | «Soli» (Soli, 1979)                                                                  | Кристиано Минеллоно                                | Тото Кутуньо                     | 4:12         |
| 8.  | «L’arcobaleno» (Io non so parlar d’amore, 1999)                                      | Могол                                              | Джанни Белла                     | 3:21         |
| 9.  | «Storia d’amore» (Le robe che ha detto Adriano, 1969)                                | Лучано Беретта, Мики Дель Прете                    | Адриано Челентано                | 5:30         |
| 10. | «Medely: Ringo» (микс из нескольких песен)                                           | —                                                  | —                                | 5:06         |
| 11. | «Il ragazzo della via Gluck» (Il ragazzo della via Gluck, 1966)                      | Мики Дель Прете, Лучано Беретта                    | Адриано Челентано                | 4:49         |
| 12. | «Città senza testa» (микс из песен «Cammino» (1991) и «I passi che facciamo» (2002)) | Адриано Челентано                                  | П. Леон, Адриано Челентано       | 6:03         |
| 13. | «Una carezza in un pugno» (Azzurro/Una carezza in un pugno, 1968)                    | Мики Дель Прете, Лучано Беретта                    | Джино Сантерколе                 | 3:28         |
| 14. | «Ti penso e cambia il mondo» (Facciamo finta che sia vero, 2011)                     | Джино Де Крешенцо (Пачифико)                       | Стивен Липсон, Маттео Саджезе    | 4:23         |
| 15. | «Azzurro» (Azzurro/Una carezza in un pugno, 1968)                                    | Вито Паллавичини                                   | Паоло Конте                      | 2:49         |
| 16. | «Ready Teddy» (I mali del secolo, 1972)                                              | Роберт Блэкуэлл, Джон Мараскалко                   | Роберт Блэкуэлл, Джон Мараскалко | 2:25         |
| 17. | «Prisencolinensinainciusol» (Nostalrock, 1973)                                       | Адриано Челентано                                  | Адриано Челентано                | 3:31         |

CD2 — Best
| №  | Название                                                                 | Автор(ы)                                                       | Длительность |
| -- | ------------------------------------------------------------------------ | -------------------------------------------------------------- | ------------ |
| 1. | «Solo un quarto d’ora» (альбом Arrivano gli uomini, 1996)                | Адриано Челентано                                              | 5:44         |
| 2. | «Io sono un uomo libero» (альбом Esco di rado e parlo ancora meno, 2000) | Ивано Фоссати                                                  | 5:47         |
| 3. | «Quel casinha» (альбом C’è sempre un motivo, 2004)                       | Теофило Чантре, Детто Мариано, Лучано Беретта, Мики Дель Прете | 4:28         |
| 4. | «24.000 baci» (альбом A New Orleans, 1963)                               | Пьеро Виварелли, Лучио Фульчи, Адриано Челентано               | 2:18         |
| 5. | «Nata per me (remix)» (альбом Alla corte del remix, 1995)                | Ballerini, Iorio, Canepa                                       | 2:57         |
| 6. | «Dormi amore» (альбом Dormi amore, la situazione non è buona, 2007)      | Могол, Джанни Белла                                            | 5:31         |
| 7. | «Tir» (альбом Esco di rado e parlo ancora meno, 2000)                    | Могол, Джанни Белла, Розарио Белла                             | 4:29         |
| 8. | «Per sempre» (альбом Per sempre, 2002)                                   | С, Пьерони, Джанни Белла                                       | 5:10         |
| 9. | «Gelosia» (альбом Io non so parlar d’amore, 1999)                        | Могол, Джанни Белла                                            | 4:31         |

## DVD
К DVD-диску, содержащему двадцать две песни и представляющему собой смесь двух вечеров, также прилагается 60-страничный буклет с фотографиями, сделанными во время концерта.
1. «Svalutation»
2. «Rip It Up»
3. «Si è spento il sole»
4. «La cumbia di chi cambia»
5. «L’emozione non ha voce»
6. «Pregherò»
7. «Mondo in mi 7°»
8. «Soli»
9. «L’arcobaleno»
10. «Yuppi du»
11. «Storia d’amore»
12. «Il ragazzo della via Gluck»
13. «Città senza testa»
14. «Straordinariamente»
15. «Scende la pioggia»
16. «Una carezza in un pugno»
17. «Caruso»
18. «Ti penso e cambia il mondo»
19. «Medley: Ringo»
20. «Azzurro»
21. «Ready Teddy»
22. «Prisencolinensinainciusol»

## Чарты
| Позиции CD | 11 | 12 | 12 | 12 | 10 |

| Позиции DVD | 1 | 1 | 1 | 1 | 2 |